# Цалкінське водосховище
Цалкінське водосховище (груз. წალკის წყალსაცავი) — розташоване на річці Храмі в Цалкському муніципалітеті на півдні  Грузії. Є найбільшим за площею водосховищем в Грузії.
Водосховище створено в 1946 році для використання в енергетичних цілях. (Побудовані ГЕС — Храмі ГЕС-1 і Храмі ГЕС-2). ГЕС мають три 37,6 МВт турбіни Pelton. Будівництво Храмі-1 почалося в 1944 році, перша турбіна була запущена в 1947 році  і завершена в 1949 році. Гідростанція Храмі-2 спочатку мала дві турбіни Френсіса потужністю 55 МВт. Будівництво Храмі-2 розпочалося в 1957 році, перша турбіна була запущена в 1962 році  і була завершена в 1963 році. У 2010 році 12-річна реконструкція була завершена, а електростанція була запущена з двома новими італійськими турбінами 60 x 2 МВт.
Потужність обох електростанцій є третя в Грузії після Інгурської і Жинвалської ГЕС.
Водосховище розташовано на висоті 1506 м над рівнем моря. Довжина становить 12 км, ширина понад 3 км, максимальна глибина водосховища — 25 метрів, площа поверхні 33,7 км².